# Лаго
Лаго, Лаґо (італ. Lago, сиц. Lacu) — муніципалітет в Італії, у регіоні Калабрія,  провінція Козенца.
Лаго розташоване на відстані близько 440 км на південний схід від Риму, 50 км на північний захід від Катандзаро, 18 км на південний захід від Козенци.
Населення — 2642 особи (2014).
Щорічний фестиваль відбувається 6 грудня. Покровитель — святий Миколай.

## Демографія
Населення за роками:

Станом на 1 січня 2023 року в муніципалітеті офіційно проживало 46 іноземців з 17 країн, серед них 18 громадян країн Євросоюзу та 3 громадяни України.

## Сусідні муніципалітети
- Аєлло-Калабро
- Бельмонте-Калабро
- Доманіко
- Гримальді
- Мендічино
- Сан-П'єтро-ін-Амантеа
- Амантеа